# Siukiejewo
Siukiejewo (ros. Сюкеево) – wieś (sieło) w Rosji, w Tatarstanie, w rejonie kamsko-ustjińskim. W 2010 liczyła 651 mieszkańców.